# Nátrium-alginát
A nátrium-alginát az alginsav nátriummal alkotott sója. Képlete: NaC6H7O6. Az ipari felhasználásra kerülő nátrium-alginátot általában barnamoszatokból, a Macrocystis pyriferaból, Ascophyllum nodosumból vagy a Laminaria fajtákból állítják elő. Élelmiszerekben sűrítőanyagként, stabilizálószerként, zselésítő anyagként, valamint emulgeálószerként használják E401 néven. A fagylaltok ettől olyan simák, selymesek Olaszországban. A gyógyszeriparban, valamint a textilgyártás során is alkalmazzák.
Gyógyászati felhasználása során elsősorban radioaktív izotópok (pl jód-131 vagy stroncium-90) szervezetből történő kivonására használják.